# Caspar Peter Kongslev
Caspar Peter Kongslev (17. april 1776 i Sorø – 1. januar 1846 i København) var en dansk maler.
Han var søn af professor ved Sorø Akademi Lauritz Laurberg Kongslev (1737-1783) og Margrethe Helene født Paludan (1738-1793). Han kom efter sin konfirmation til København, hvor han blev sat i malerlære, og samtidig begyndte han at gå på Kunstakademiet (1790). I 1795 blev han elev af modelskolen, vandt 1797 den lille og 1801 den store sølvmedalje. Samme år udstillede han et par kopier efter Salvator Rosa og Nicolai Abildgaard, begge landskaber; men hans forsøg på at vinde den lille guldmedalje lykkedes ikke (1803). Imidlertid blev han 1806 efter Frederik Tønders afgang konstitueret som informator ved ornamentskolen og tog borgerskab som malermester, endelig i 1810 fik han kgl. ansættelse som informator og forblev i denne stilling, hvori han virkede med flid og nidkærhed i næsten 40 år til sin død, den 2. januar 1846. Han virkede ikke som selvstændig kunstner, men det vides, at han i 1821 kopierede et billede af Annibale Carracci til en altertavle på Færøerne. 
Han synes efter alle vidnesbyrd at have været en sjælden elskelig og mild personlighed, der lod sit hjertes gaver tilflyde den talrige kreds af unge, der, dels som hans elever i ornamentskolen, dels som hans lærlinge i værkstedet, voksede op og for en del nåede det kunstens mål, hvorefter han ogsaa i sin ungdom havde sigtet. Akademiet, der ved given lejlighed havde fremhævet "hans gode og lange Tjeneste", mindedes ham dog kun ved hans død som "en venlig Olding".
Han blev gift 1807 med Johanne Frederikke Hoffmann (ca. 1786 - 6. juni 1809 i København).
Kongslev er begravet på Assistens Kirkegård.